# Şərq Qapısı
Şərq Qapısı (en català: 'Porta d'Orient') és un periòdic en llengua àzeri publicat a la República Autònoma de Nakhtxivan a l'Azerbaidjan. El diari va ser fundat l'any 1921 durant l'època de la Unió Soviètica. A partir del 1977, s'imprimeix sis dies a la setmana, amb un tiratge de 16.000.